# Božena Dobešová
Božena Dobešová (Stochov, Checoslovaquia, 2 de octubre de 1914-28 de noviembre de 1990) fue una gimnasta artística checoslovaca, subcampeona olímpica en Berlín 1936 en el concurso por equipos.

## Carrera deportiva
En las Olimpiadas de Berlín 1936 gana la plata por equipos, tras las alemanas y por delante de las húngaras, y siendo sus compañeras de equipo: Matylda Pálfyová, Jaroslava Bajerová, Vlasta Foltová, Anna Hřebřinová, Vlasta Dekanová, Zdeňka Veřmiřovská y Marie Větrovská.